# Pachypodium horombense
Pachypodium horombense là một loài thực vật có hoa trong họ La bố ma. Loài này được Poiss. mô tả khoa học đầu tiên năm 1922.

## Hình ảnh

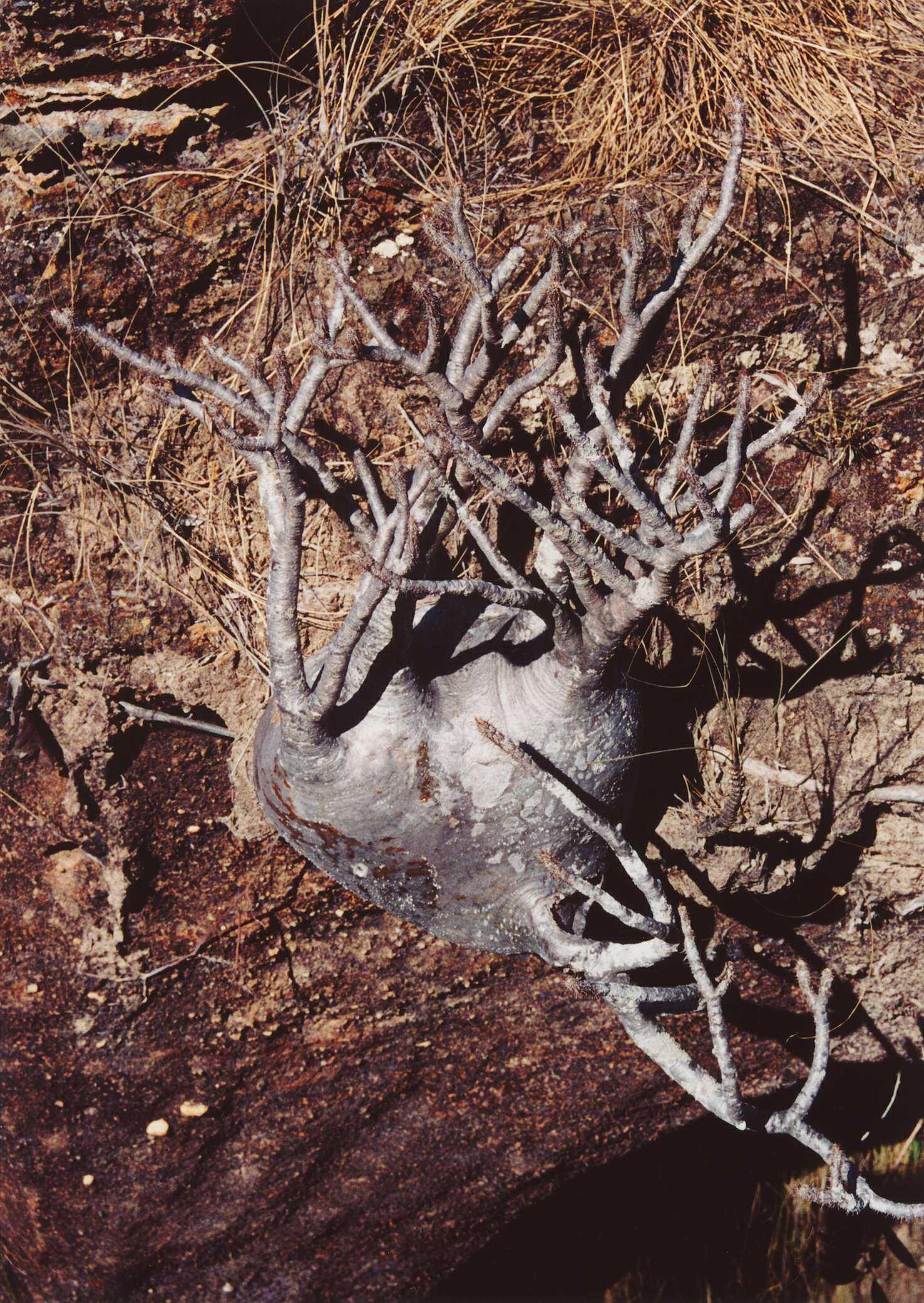
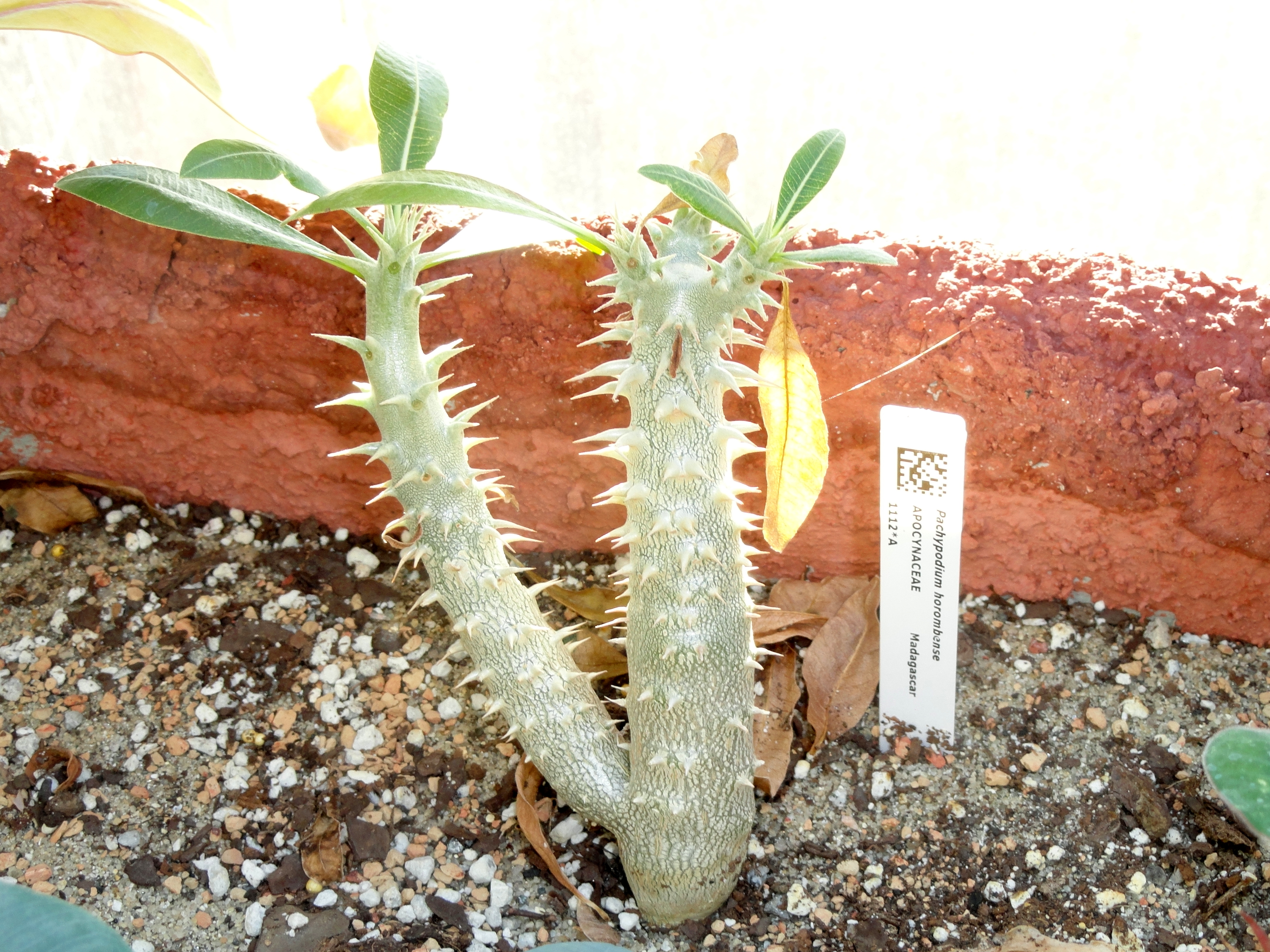
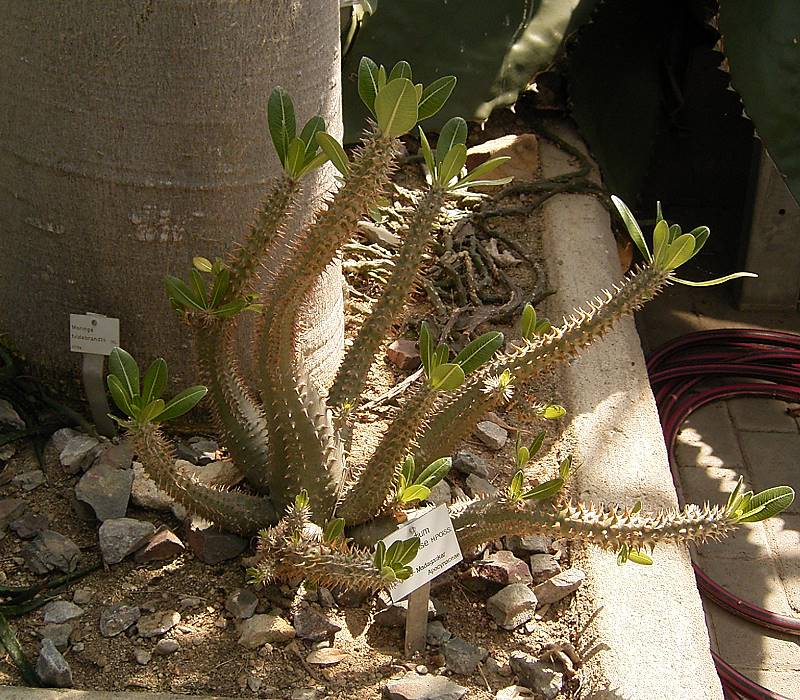
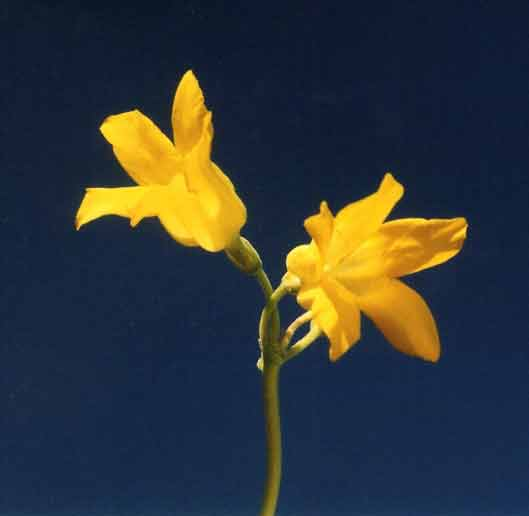